# Курилско езеро
Курилско езеро (на руски език често срещано и само като Курилско) е кратерно езеро, разположено в голяма калдера в южната част на полуостров Камчатка, на територията на Южнокамчатския федерален резерват. Намира се в Уст-болшерецкия район на Камчатския край на Русия.

## Име
Името е дадено от Иван Козиревски около 1711 г. То произлиза от името на едно от племената на камчатските айни – курилите, живеещи по това време около езерото.
Степан Крашенинников в книгата си „Описание на земите на Камчатка“ цитира и местното наименование на езерото – Ксуй или Ксуай.

## Историческа информация
Първото описание на езерото е съставено от Георг Стелер през 1740 г. През 1908 и 1909 г. експедицията на Фьодор Рябушински провежда подробно проучване на водоема.

## Описание
Това е третото по големина в Камчатка езеро и заема 77 км². Средната дълбочина е 195 м, максималната дълбочина е 316 м. Захранването му е от снегове и дъждове. Нивото на колебание на нивото е 1,3 м (най-високите нива са през май – юни, а най-ниските – през април). Средната температура на водата на брега през септември е 7,6 ° C, максималната е 10,8 ° C.
На североизточния бряг се намира вулканът Илинская сопка. В езерото има няколко острова, най-големите от които са Саманг (0.66 km²), Чаячи, Сърце, Ниския и Глинения. На юг, в езерото навлиза нос Тугуминк, а на северозапад – нос Пуломинк. На брега на залива Теплая в източната част на езерото има горещи минерални извори. Бреговете на езерото са каменисти плажове, зад които се издигат вулкани.
В езерото се вливат няколко реки и потоци: Етаминк, Хакицин, Виченкия, Кирушутк, Гаврюшка, ручея Оладочний и др.  Река Озерная се влива в Охотско море на запад.
Изпарението от повърхността е 0.294 km³/ г. Езерото принадлежи към резервоарите с бавен водообмен. Времето за пълен водообмен е средно 17,4 години.

## Флора и фауна
Курилското езеро е най-голямото местообитание на червена сьомга (Oncorhynchus nerka Walbaum) в Азия. Наблюдателната станция КамчатНИРО, която се намира на западния бряг на езерото, води статистика и наблюдение на видовете риби в езерото. По бреговете често е възможно да се срещне кафява мечка (постоянният им брой в околностите достига 200 или повече индивида).
Територията на Южнокамчатския федерален резерват, както и на държавния резерват Кроноцки, е включена в Списъка на световното и културно наследство на ЮНЕСКО през 1996 г. като част от вулканите на Камчатка.

## Галерия
- Река Озерная
- Скали на остров Саманг
- Река Хакицин
- Сърцето на Алаид – остров в Курилското езеро
- Скали на остров Сърцето на Алаид